# أوسفالد شبينغلر
أوسفالد أرنولد غوتفريد شبينغلر (بالألمانية: Oswald Arnold Gottfried Spengler) ـ (29 مايو 1880 ـ 8 مايو 1936) مؤرخ وفيلسوف ألماني شملت اهتماماته أيضاً الرياضيات والعلم والفن. يعرف بكتابه «انحدار الغرب» (بالألمانية: Der Untergang des Abendlandes)، وترجم كتابه إلى اللغة العربية بعنوان تدهور الحضارة الغربية  الذي يعرض نظرية عن سقوط وازدهار الحضارات وأن ذلك يتم بشكل دوري، ويغطي كل تاريخ العالم وقدم نظرية جديدة جعل فيها عمر الحضارات محدوداً وأن مصيرها إلى الأفول، ولعله تأثر بما كتبه ابن خلدون في هذا المجال بعد نشر كتاب «انحدار الغرب» سنة 1918، أصدر شبينغلر كتاب «البروسية والاشتراكية» (بالألمانية: Preussentum und Sozialismus) سنة 1920، وفيه عرض صورة عضوية من الاشتراكية والسلطوية. وقد شهدت فترة الحرب العالمية الأولى وفترة ما بين الحربين العالميتين خصوبة في إنتاج شبينغلر الفكري، وشهدت تأييده لسيطرة ألمانيا في أوروبا. وقد اتخذ الاشتراكيون القوميون من شبينغلر منظِّراً لأفكارهم، غير أنهم ما لبثوا أن نبذوه سنة 1933 عندما أبدى تشاؤمه بشأن مستقبل ألمانيا وأوروبا، ورفضه تأييد الأفكار النازية المتعلقة بالتفوق العرقي، ولإصداره كتاباً ينتقدهم بعنوان «ساعة الحسم» (بالإنجليزية: The Hour of Decision)‏.

## سيرة شخصية

### أسرته وحياته المبكرة
وُلِد أوسفالد أرنولد غوتفريد شبينغلر في 29 مايو 1880 في بلانكنبرغ، دوقية برونزويك، في الإمبراطورية الألمانية، وهو الابن الأكبر لبرنارد شبينغلر (1844 -1901)، الذي كان موظفًا في مكتب البريد، وبولين شبينغلر (1840 - 1910). شغل والد أوسفالد، برنارد شبينغلر، منصب سكرتير البريد، وكان رجلًا مجتهدًا في عمله مع كراهية شديدة للأعمال الفكرية، وحاول غرس نفس القيم والمواقف في ابنه.

### التعليم
عندما كان أوسفالد يبلغ من العمر عشر سنوات، انتقلت عائلته إلى مدينة هاله، وهناك تلقى تعليمًا كلاسيكيًا في صالة محلية (مدرسة ثانوية ذات توجه أكاديمي)، حيث درس اليونانية واللاتينية والرياضيات والعلوم. وفي هذه المرحلة طور أوسفالد ميله للفنون خاصة الشعر والدراما والموسيقى، وتأثرًا كثيرًا بأفكار يوهان فولفغانغ فون غوته وفريدريك نيتشه.
التحق أوسفالد بعدة جامعات (ميونيخ وبرلين وهالي) بعد وفاة والده في عام 1901، حيث تلقى دورات في مجموعة واسعة من الموضوعات، وكانت دراساته الخاصة غير موجهة لموضوع معين، وفي عام 1903 فشل في تقديم أطروحة دكتوراه عن هيراقليطس بعنوان (الفكر الميتافيزيقي الأساسي للفلسفة) بسبب قلة المراجع، وفي نهاية المطاف خضع لامتحان دكتوراه شفهي، وحصل على درجة الدكتوراه من جامعة هالي في 6 أبريل 1904، وفي ديسمبر 1904 قرر كتابة الأطروحة اللازمة للتأهل كمدرس. حازت الأطروحة على الموافقة وحصل على شهادة التدريس. أصيب أوسفالد في عام 1905 بانهيار عصبي.

### مسيرته المهنية
خدم أوسفالد لفترة وجيزة كمدرس في ساربروكن ثم في دوسلدورف، ثم عمل من 1908 إلى 1911 في مدرسة القواعد في هامبورغ، وقام بتدريس العلوم والتاريخ الألماني والرياضيات.
انتقل أوسفالد في عام 1911 بعد وفاة والدته إلى ميونيخ، وعاش هناك حتى وفاته في عام 1936. عاش أوسفالد كعالم منعزل محدود الثروة، ولم يكن يمتلك كتبًا، وعمل كمدرس أو كاتب في المجلات لكسب دخل إضافي.

بدأ أوسفالد العمل على المجلد الأول من كتابه (تراجع الغرب) عازمًا في البداية على التركيز على ألمانيا داخل أوروبا، لكن أزمة أغادير عام 1911 أثرت عليه بشدة ودفعته لتوسيع نطاق أبحاثه، يقول عن تلك الفترة:
في ذلك الوقت، بدت لي الحرب العالمية وشيكة، واعتبرتها ضرورة حتمية للأزمة التاريخية التي تعاني منها أوروبا، وكان هدفي هو فهمها من خلال دراسة تاريخ القرون السابقة، وبعد ذلك بسنوات قليلة شاهدت تلك الحرب وأحداثها، وكانت عبارة عن خليط من الحقائق التي أججتها المشاعر الوطنية أو التأثيرات الشخصية أو الميول الاقتصادية من خلال مخطط سياسي تاريخي.
اكتمل الكتاب في عام 1914، ولكن النشر تأخر بسبب الحرب، وظهر الكتاب أخيرًا في عام 1918، قبل وقت قصير من نهاية الحرب العالمية الأولى. جعل الكتاب من أوسفالد أحد المشاهير. أعفي أوسفالد من التجنيد الإلزامي بسبب مشكلة قلبية، ولكنه لم يستطع استثمار أمواله خلال فترة الحرب وعاش في فقر مدقع في تلك الفترة.
حقق كتاب (تراجع الغرب) عند نشره في صيف عام 1918 نجاحًا باهرًا، وأثبتت العديد من المواقف مثل الإذلال الوطني لألمانيا في معاهدة فرساي (1919) وبعد ذلك الكساد الاقتصادي في عام 1923 بسبب التضخم المفرط أن أوسفالد على حق. لقد قدمت كتابات أوسفالد راحة نفسية للألمان لأنها قدمت خطابًا عقلانيًا يفسر سقوطهم كجزء من عمليات تاريخية عالمية أكبر. لاقى الكتاب نجاحًا كبيرًا خارج ألمانيا أيضًا، وبحلول عام 1919 كان قد ترجم إلى عدة لغات أخرى. رفض أوسفالد عرضًا ليصبح أستاذًا للفلسفة في جامعة غوتنغن، قائلًا إنه يحتاج إلى وقت أكبر للتركيز على الكتابة.

## روابط خارجية
- أوسفالد شبينغلر على موقع الموسوعة البريطانية (الإنجليزية)
- أوسفالد شبينغلر على موقع مونزينجر (الألمانية)
- أوسفالد شبينغلر على موقع إن إن دي بي (الإنجليزية)
- أوسفالد شبينغلر على موقع ديسكوغز (الإنجليزية)

- أعمال أو نبذة عن أوسفالد شبينغلر على أرشيف الإنترنت
- نيقولا بيرديائيف. The Pre-Death Thoughts of Faust. مؤرشف من الأصل في 2019-05-21..
- S. Srikanta Sastri, Oswald Spengler on Indian Culture
- Spengler, Oswald The Decline of the West v. 1 (1926) and v. 2 (1928), Alfred A. Knopf
- Oswald Arnold Gottfried Spengler (1880–1936)
- The Oswald Spengler Collection
- Timeline of Spengler's life (translated from German)
- Overview of Spengler and his works
- Works by Spengler, including his books, essays and lectures (in German)
- Complete bibliography of Spengler's essays, lectures, and books, including translations, arranged chronologically
- The Modernism Lab: Oswald Spengler
- Works by Oswald Spengler, at Unz.